# R. c. Ruzic
 R. c. Ruzic est un arrêt de principe de la Cour suprême du Canada rendu en 2001 sur le moyen de défense de contrainte en common law et sur la constitutionnalité de ce moyen de défense prévu à l'article 17 du Code criminel.

## Les faits
Marijana Ruzic est une Yougoslave de 21 ans qui vivait à Belgrade avec sa mère. Un homme a menacé de lui faire du mal à moins qu'elle ne l'aide en faisant de la contrebande d'héroïne au Canada. L'homme l'a harcelée pendant un certain temps et a commencé à la menacer, pour finalement dégénérer en agressions violentes. Ruzic a finalement obtempéré et s'est envolé pour le Canada. Elle a été arrêtée à l'aéroport international Pearson de Toronto pour importation d'héroïne.
Au procès, elle a plaidé qu'elle n'avait commis le crime que sous la contrainte. Une défense de contrainte, en vertu de l'article 17 du Code criminel, n'est disponible que lorsqu'une personne « commet une infraction, sous l’effet de la contrainte exercée par des menaces de mort immédiate ou de lésions corporelles de la part d’une personne présente lorsque l’infraction est commise ».
Ruzic a affirmé qu'elle n'avait pas d'autre choix et que sa vie et celle de sa mère étaient en danger. Elle a également affirmé qu'elle ne pouvait pas s'adresser à la police parce qu'elle la croyait corrompue et ne serait d'aucune utilité. Des témoignages d'experts ont validé cette croyance selon laquelle les citoyens yougoslaves se méfiaient généralement de la police et de sa capacité à les protéger des milices endémiques.
Néanmoins, sa demande a été rejetée au motif qu'elle n'était pas menacée de « mort immédiate ou de lésions corporelles » et que l'homme n'était pas « présent lorsque l'infraction a été commise », d'après le libellé de l'art. 17 C.cr..
Ruzic a contesté la constitutionnalité de l'article 17 du Code criminel au motif qu'il viole son droit à la sécurité de sa personne en vertu de l'article 7 de la Charte.
Le juge du procès était d'accord avec Ruzic et a conclu qu'elle disposait d'un moyen de défense de contrainte et, par conséquent, elle a été acquittée. L'appel du ministère public a été rejeté devant la Cour d'appel de l'Ontario. Le ministère public se pourvoit en Cour suprême. 

## Jugement de la Cour suprême
Le pourvoi du ministère public est rejeté. 

## Motifs du jugement
La Cour a statué que l'article 7 de la Charte canadienne des droits et libertés exige que la défense de contrainte soit offerte à un accusé même s'il n'était pas immédiatement menacé de lésions corporelles au moment où l'infraction a été commise.
Le juge Louis LeBel, au nom d'une Cour unanime, a conclu que l'article 17 du Code criminel violait l'article 7 de la Charte canadienne des droits et libertés au motif que ses exigences étaient trop restrictives en exigeant la présence et l'immédiateté. De telles exigences signifient que la défense n'était pas disponible dans les situations où la menace visait un tiers ou impliquait un préjudice futur.
LeBel a souscrit à la conclusion du juge de première instance selon laquelle une défense de common law fondée sur la contrainte qui n'était pas assortie des mêmes restrictions était également disponible. Dans la défense de common law, l'accusé doit faire un effort raisonnable pour combattre la menace, la gravité de la conduite criminelle doit être proportionnelle à la menace et l'accusé ne doit avoir aucune autre possibilité raisonnable de s'échapper.